# Ghiacciaio Rogosh
Il ghiacciaio Rogosh (in inglese Rogosh Glacier) è un ghiacciaio lungo 29 km e largo 5, situato sulla costa di Oscar II, nella parte orientale della Terra di Graham, in Antartide. In particolare, il ghiacciaio si trova sulla dorsale Kyustendil, a est del ghiacciaio Brenitsa, a sud del ghiacciaio Drygalski e a sud-ovest dei ghiacciai Zlokuchene e Risimina, e da qui fluisce verso sud, scorrendo tra le cime Lovech e le come Ivanili, per poi virare a est poco a nord del picco Brodaglia. In corrispondenza di capo Fairweather, il flusso del ghiacciaio si divide, entrando nella baia Artanes, a sud, e nel mare di Weddel, a ovest del nunatak Pedersen, a est.

## Storia
Il ghiacciaio Rogosh è stato così battezzato dalla Commissione bulgara per i toponimi antartici in onore del villaggio di Rogosh, nella Bulgaria meridionale.  